# Asia Rugby U19 2012
El Asia Rugby U19 del 2012 fue una edición del torneo que organizó la ARFU, hoy Asia Rugby.
Japón consiguió el torneo en forma invicta y así clasificó al Trofeo Mundial de Chile 2013.

## Equipos participantes
- Selección juvenil de rugby de Corea del Sur
- Selección juvenil de rugby de Hong Kong (Dragones)
- Selección juvenil de rugby de Japón
- Selección juvenil de rugby de Tailandia

## Posiciones
| Pos. | Equipo        | Encuentros | Encuentros | Encuentros | Encuentros | Tantos  | Tantos    | Tantos     | Puntos |
| Pos. | Equipo        | jugados    | ganados    | empatados  | perdidos   | a favor | en contra | diferencia | Puntos |
| ---- | ------------- | ---------- | ---------- | ---------- | ---------- | ------- | --------- | ---------- | ------ |
| 1    | Japón         | 3          | 3          | 0          | 0          | 140     | 29        | + 111      | 14     |
| 2    | Corea del Sur | 3          | 2          | 0          | 1          | 67      | 72        | - 5        | 8      |
| 3    | Hong Kong     | 3          | 1          | 0          | 2          | 64      | 60        | - 4        | 6      |
| 4    | Tailandia     | 3          | 0          | 0          | 3          | 20      | 130       | - 110      | 0      |

Nota: Se otorgan 4 puntos al equipo que gane un partido, 2 al que empate y 0 al que pierda
Puntos Bonus: 1 punto por convertir 4 tries o más en un partido y 1 al equipo que pierda por no más de 7 tantos de diferencia
|  | Campeón y clasifica a Chile 2013 |

|  | Último y desciende a U19 1 2013 |

## Resultados

### Primera fecha
| 29 de julio | Hong Kong | 35 - 10 | Tailandia |  |  |

| 29 de julio | Japón | 50 - 12 | Corea del Sur |  |  |

### Segunda fecha
| 1 de agosto | Japón | 69 - 0 | Tailandia |  |  |

| 1 de agosto | Corea del Sur | 29 - 12 | Hong Kong |  |  |

### Tercera fecha
| 4 de agosto | Japón | 21 - 17 | Hong Kong |  |  |

| 4 de agosto | Corea del Sur | 26 - 10 | Tailandia |  |  |

| Bandera de Japón |
| Campeón Japón    |
|                  |